# 班加班德胡級巡防艦
班加班德胡級巡防艦（孟加拉語：বানৌজা বঙ্গবন্ধু）為孟加拉海軍向韓國大宇造船（Daewoo Shipbuilding and Marine Engineering，DSME）訂購的巡防艦，造價8300萬美元，1998年5月11日在大宇船廠安放龍骨，2001年6月20日交艦成軍。順帶一提，班加班德胡級巡防艦堪稱蔚山級的現代化包裝版，艦體擁有一定程度的匿蹤設計。

## 圖集

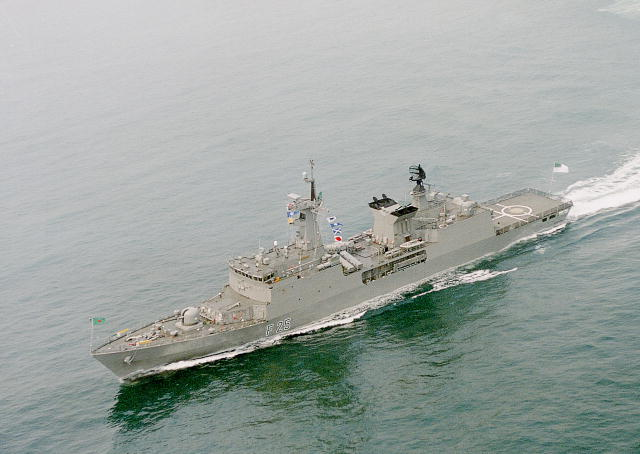
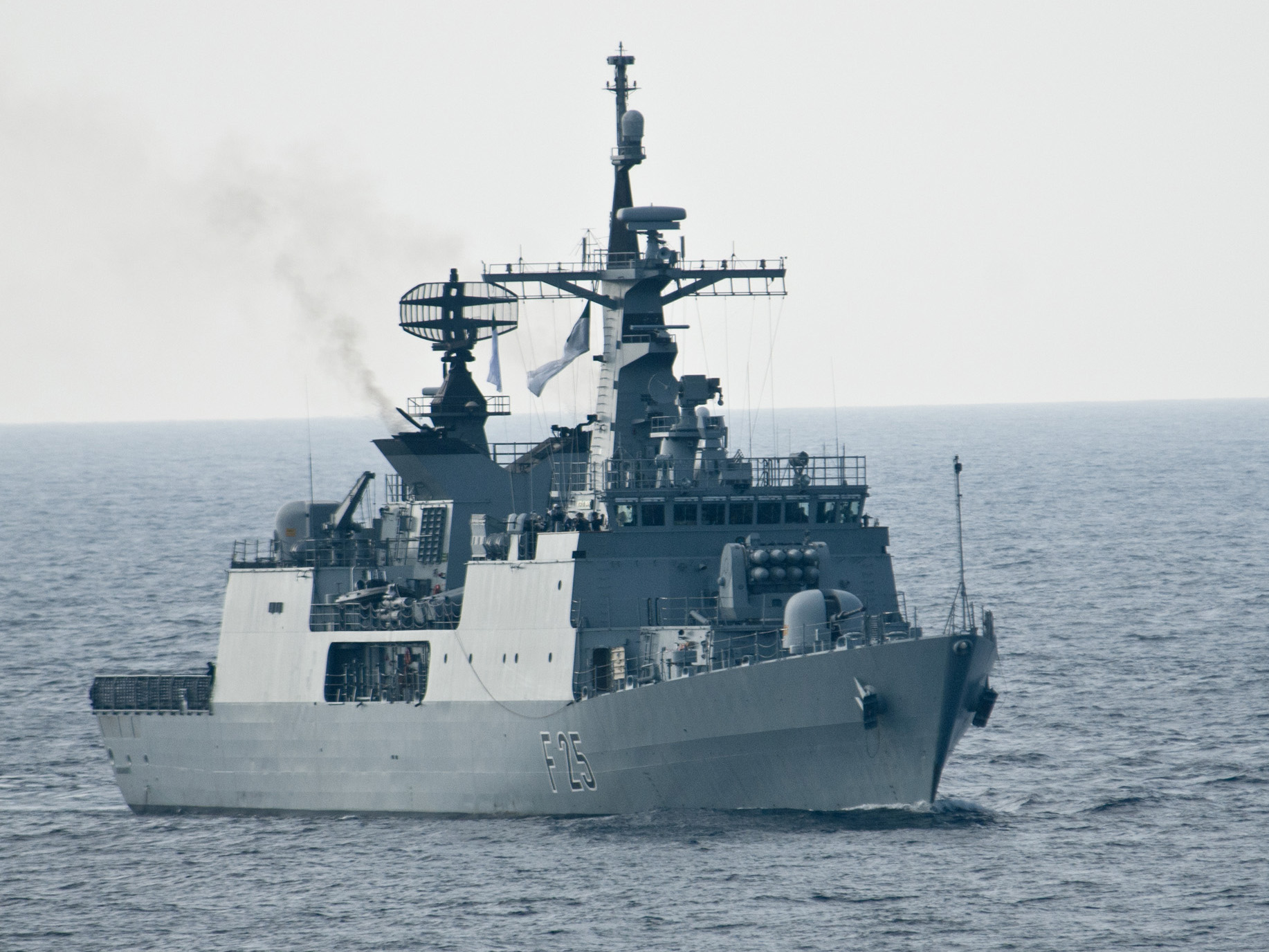

## 資料來源
1. ↑  .   [2017-11-03]. （原始内容存档于2018-04-23）.

## 外部連結
- BNS Khalid Bin Walid | Bangladesh Military Forces[]
- Photo from Google earth （页面存档备份，存于）